# Julia Lyskova
Julia Lyskova Juhlin, född 7 mars 1993, är en svensk skådespelerska, programledare och poddare.

## Biografi
Lyskova spelar Antonia i Amy Deasismonts tv-serie ”Thunder in my heart” som hade premiär på Viaplay 2021.
Sedan 2017 driver Lyskova tillsammans med Julia Frändfors podcasten Daddy Issues. Hon upptäcktes via Instagram av producenten Amanda Schulman, som introducerade henne för Frändfors på Perfect Day Media.  2020 gjorde hon tillsammans med Frändfors programmet "Julia & Julia & USA" inför det amerikanska presidentvalet på Aftonbladet TV. 2021 fick serien en uppföljning men denna gång var det klimatkrisen som bevakades: i "Julia och Julia och klimatet" undersökte Lyskova och Frändfors "hur vår planet egentligen mår".
Lyskova har studerat till socionom på Stockholms universitet och tidigare journalistik, film och tv-produktion. Hon bodde under uppväxten i Eskilstuna och Täby och gick på Viktor Rydbergs Gymnasiums teaterprogram. 

## Teater

### Roller
| År   | Roll        | Produktion                 | Regi          | Teater                   |
| ---- | ----------- | -------------------------- | ------------- | ------------------------ |
| 2022 | Dottern     | Mommy Issues Dimen Abdulla | Åsa Lindholm  | Kulturhuset Stadsteatern |
| 2024 | Medverkande | Extrainsatt Rachel Mohlin  | Rachel Mohlin | Kulturhuset Stadsteatern |